# Pierre Thiriet

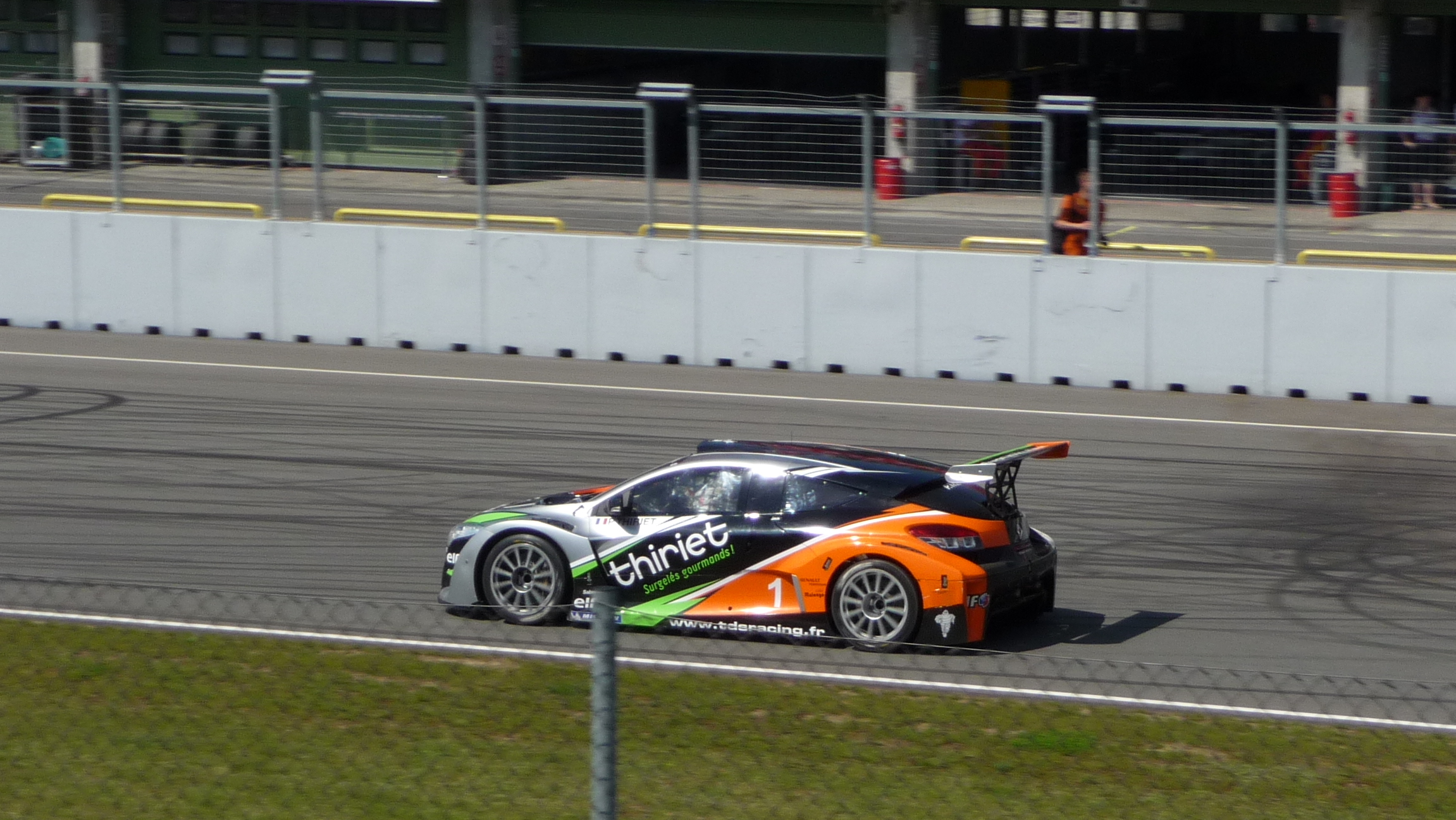
Pierre Thiriet in der Renault-Megane-Trophy 2010 in Brünn

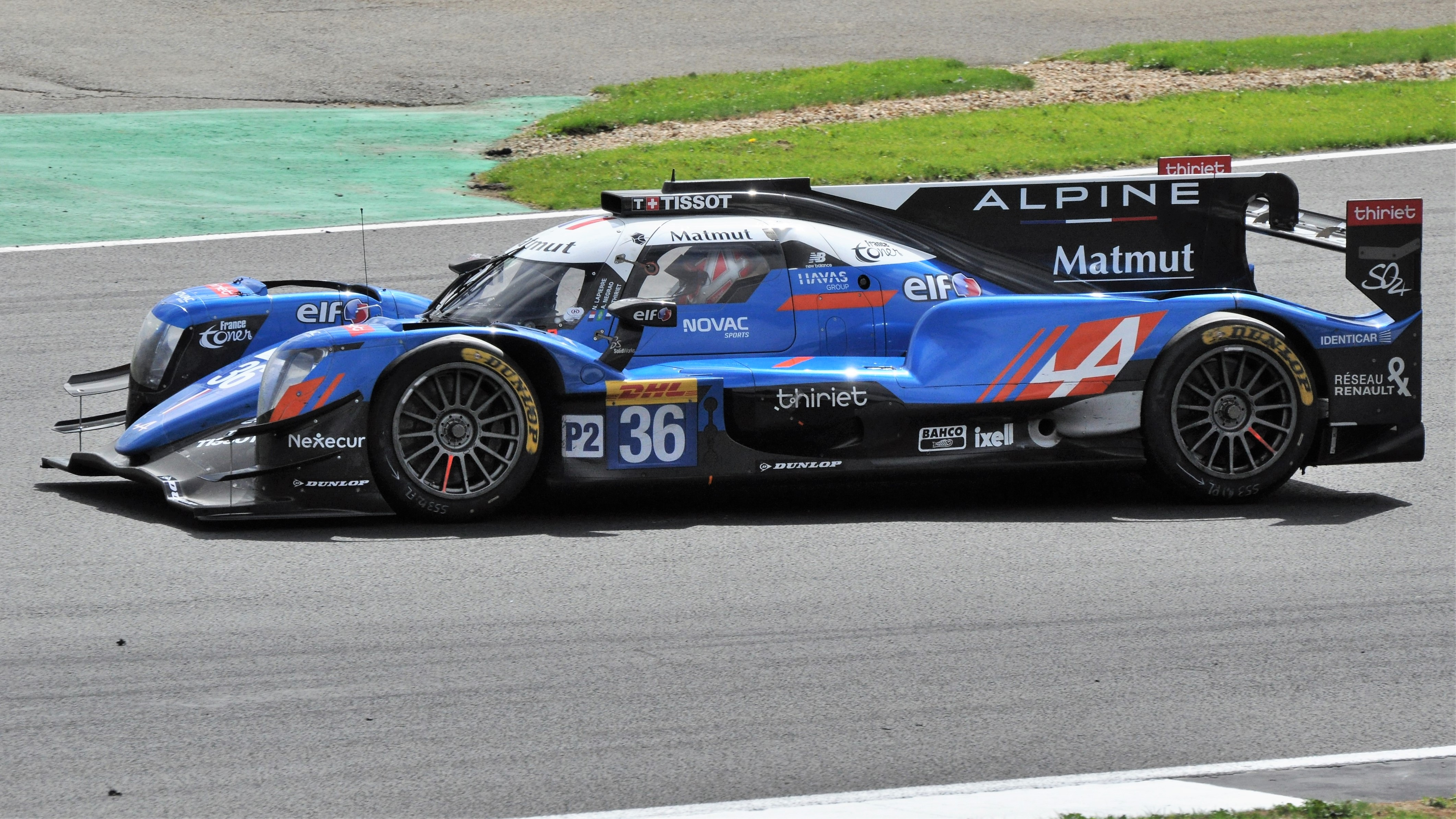
Pierre Thiriet im Alpine A470 beim 6-Stunden-Rennen von Silverstone 2018

Pierre Louis Thiriet (* 20. April 1989 in Épinal) ist ein ehemaliger französischer Autorennfahrer. Er startete ab 2012 in der European Le Mans Series.

## Karriere
Thiriet begann seine Motorsportkarriere im Tourenwagensport 2009 im Mégane Trophy Eurocup. Für TDS Racing startend erzielte er zwei Podest-Platzierungen und wurde Fünfter in der Fahrerwertung. 2010 blieb er bei TDS Racing im Mégane Trophy Eurocup. Zusammen mit seinem Teamkollegen Nicky Catsburg fuhr Thiriet um den Meistertitel. Er gewann zwei Rennen und erzielte neun Podest-Platzierungen. Gegen Catsburg unterlag er schließlich mit 134 zu 161 Punkten und beendete die Saison auf dem zweiten Rang.
2011 wechselte Thiriet in den Langstreckensport. Er startete für TDS Racing in der LMP2-Klasse der Le Mans Series. Zusammen mit seinen Teamkollegen Mathias Beche und Jody Firth gewann er zweimal die LMP2-Wertung. Thiriet schloss die Saison zusammen mit seinen Teamkollegen auf dem vierten Platz in der LMP2-Wertung ab. Darüber hinaus debütierte er in diesem Jahr beim 24-Stunden-Rennen von Le Mans. Für Luxury Racing startete er in der LMGTE-Pro-Kategorie. Sein Team schied aus. 2012 blieb Thiriet bei seinem Team, das in dieser Saison als Thiriet by TDS Racing antritt. Die Rennserie wurde in der Zwischenzeit in European Le Mans Series umbenannt. Das erste Rennen in Le Castellet gewann er zusammen mit seinem Teamkollegen Beche. Nach diesem Rennen führten beide die LMP2-Wertung, die in dieser Saison die höchste Kategorie ist, an. Außerdem ging er beim 24-Stunden-Rennen von Le Mans 2012 für Thiriet by TDS Racing an den Start.

## Statistik

### Karrierestationen
- 2009: Mégane Trophy Eurocup (Platz 5)
- 2010: Mégane Trophy Eurocup (Platz 2)
- 2011: Le Mans Series, LMP2 (Platz 4)
- 2012: ELMS, LMP2

### Le-Mans-Ergebnisse
| Jahr | Team                    | Fahrzeug               | Teamkollege      | Teamkollege         | Platzierung            | Ausfallgrund |
| ---- | ----------------------- | ---------------------- | ---------------- | ------------------- | ---------------------- | ------------ |
| 2011 | Luxury Racing           | Ferrari 458 Italia GTC | Anthony Beltoise | François Jakubowski | Ausfall                | Unfall       |
| 2012 | Thiriet by TDS Racing   | Oreca 03               | Mathias Beche    | Christophe Tinseau  | Rang 8                 |              |
| 2013 | Thiriet by TDS Racing   | Oreca 03               | Ludovic Badey    | Maxime Martin       | Ausfall                | Unfall       |
| 2014 | TDS Racing              | Ligier JS P2           | Ludovic Badey    | Tristan Gommendy    | Rang 6                 |              |
| 2015 | Thiriet by TDS Racing   | Oreca 05               | Ludovic Badey    | Tristan Gommendy    | Ausfall                | Unfall       |
| 2016 | Thiriet by TDS Racing   | Oreca 05               | Mathias Beche    | Ryō Hirakawa        | Ausfall                | Unfall       |
| 2017 | G-Drive Racing          | Oreca 07               | Roman Rusinov    | Alex Lynn           | Ausfall                | Unfall       |
| 2018 | Signatech Alpine Matmut | Alpine A470            | André Negrão     | Nicolas Lapierre    | Rang 5 und Klassensieg |              |
| 2019 | Signatech Alpine Matmut | Alpine A470            | André Negrão     | Nicolas Lapierre    | Rang 6 und Klassensieg |              |